# Werbewirkung

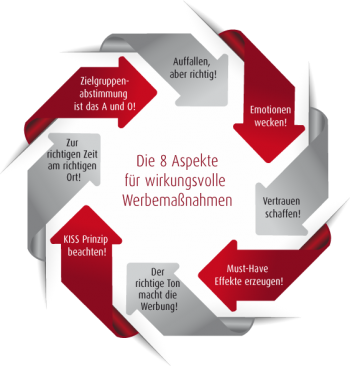
8 Aspekte der Werbewirkung

Werbewirkung bezeichnet das Maß an Erfolg, das eine Werbemaßnahme in Hinblick auf Absatz bzw. Umsatz erzielt.

## Begriffsklärung
Der Begriff Werbewirkung kann im Allgemeinen als das Erreichen einer beabsichtigten Reaktion bei einer anvisierten Zielgruppe gegenüber einem beworbenen Produkt unter Einsatz von Werbeaktivitäten bezeichnet werden.
Hinsichtlich verschiedener Werbeziele, die mit dem Einsatz von Werbung verfolgt werden, ergeben sich unterschiedliche Arten der Werbewirkung.
Eine Unterscheidung wird dabei häufig in ökonomischer und psychologischer bzw. verhaltenswissenschaftlicher Werbewirkung vorgenommen.

### Ökonomische Werbewirkung
Ökonomische Werbewirkung zielt auf Faktoren wie Absatz, Preis, Umsatz oder den Marktanteil des Unternehmens.

### Psychologische/verhaltenswissenschaftliche Werbewirkung
Psychologische Werbewirkung zielt dagegen auf subjektive Faktoren wie Aufmerksamkeit/Wahrnehmung, Markenkenntnis (Bekanntheit der Marke), Einstellung zur Marke und dem Unternehmen (Sympathie), Image der Marke, Erinnerung an Werbebotschaft, Kaufabsicht etc.
Im Zusammenhang mit der Planung und Realisierung von Werbung muss angemerkt werden, dass sich die Faktoren im Bereich der Psychologischen/verhaltenswissenschaftlichen Werbewirkung aufgrund ihres deutlicheren Zusammenhangs mit Werbemaßnahmen besser eignen, um Werbewirkung zu überprüfen. Die genannten Größen der Ökonomischen Werbewirkung unterliegen dagegen weiteren Einflussfaktoren wie z. B. konjunkturellen und saisonalen Einflüssen oder den Aktivitäten konkurrierender Unternehmen und erschweren das Erfassen von Werbewirksamkeit.

## Erzeugung von Wirkung mit Hilfe von Werbung
Zur Erzeugung von Werbewirkung sollten Werbetreibende unterschiedliche Faktoren bei der Kreation von Werbung beachten, die maßgeblich für den Werbeerfolg verantwortlich sein können. Hierzu zählen unter anderem:
Alleinstellungsmerkmale gegenüber konkurrierenden Produkten/Dienstleistungen:
- Gestaltung der Werbung (auffällig, übersichtlich-logisch, ansprechend)
- Maßnahmen zur Aktivierung des Empfängers
- Informationsgehalt der Werbung
- Lesbarkeit der Werbebotschaft
- Sichtbarkeit der Marke und des dahinterstehenden Unternehmens

## Indikatoren und Komponenten zur Erfassung von Werbewirkung
Um das abstrakte Konstrukt Werbewirkung, das weder direkt messbar noch beobachtbar ist, beschreibbar zu machen, werden Variablen (Indikatoren) zur Werbewirkungsmessung nötig. Je nach Werbeziel werden hierfür unterschiedliche Indikatoren herangezogen, um Werbewirkung beschreiben zu können.
Die Werbewirkungsindikatoren können drei Komponenten der Werbewirkung zugeordnet werden. Man unterscheidet hierbei die kognitive, affektive und konative Komponente der Werbewirkung.

### Kognitive Komponente
Unter der kognitiven Wirkung lassen sich Indikatoren der Wahrnehmung, wie Aufmerksamkeit, Werbeerinnerung (spontan oder gestützt), Verständlichkeit der Werbung oder die Bekanntheit der Marke zusammenfassen.

### Affektive Komponente
Unter der affektiven Komponente werden dagegen Wirkungen, Gefühlslagen oder Einstellungen zusammengefasst, die durch Werbung beim Konsumenten ausgelöst werden. Hierbei werden Indikatoren wie Interesse am Produkt, Bewertung und Image der Marke/des Unternehmens, Sympathie (Likeability) der Marke, Überzeugungskraft der Werbung oder die Kaufbereitschaft/Relevanz der Kunden aufgeführt.

### Konative Komponente
Die konative Komponente berücksichtigt schließlich das Verhalten der Konsumenten, das durch Werbemaßnahmen beeinflusst werden kann. Häufig wird die Wirksamkeit auf der kognitiven und affektiven Ebene als wichtige Voraussetzung für den Erfolg auf der konativen Ebene gesehen. Zu den hier genannten Indikatoren zählen initiierte Handlungsabsichten oder -durchführungen, wie die Kaufneigung und das Kaufverhalten der Kunden sowie die Verwendung des beworbenen Produkts.

## Theorien und Modelle zur Werbewirkung
Aufgrund der Komplexität von Werbewirkungsprozessen, der Abhängigkeit von zahlreichen Einflussfaktoren sowie dem dynamischen Charakter, dem Werbewirkung unterliegt, kann bislang nicht von einer allgemein gültigen Theorie zu Werbewirkung ausgegangen werden. Die angeführten Theorien und Modelle, die bislang von der Medien-/Werbewirkungsforschung erarbeitet wurden, bilden daher nur Teilaspekte zur Werbewirkung ab, können diese jedoch nicht in ihrem Gesamtzusammenhang darstellen.
Vereinfacht wird in der Werbewirkungsforschung zwischen zwei Denkrichtungen unterschieden, die als Strong Theory und Weak Theory bezeichnet werden.

### Strong Theory und AIDA Modell
Im Mittelpunkt der Betrachtung der Strong Theory steht der Einfluss der Werbung auf den Verbraucher. Angelehnt an die behavoristische Reiz-Reaktions-Theorie wird der Konsument als passives, von der Werbung direkt beeinflussbares Individuum angesehen. Auf einen werblichen Stimulus erfolgt eine direkte Response des Konsumenten (S-RModell), in Form eines Kaufs. Die Strong Theory geht daher von einer starken Medienwirkung auf den Konsumenten aus, mit deren Hilfe Werbung die Einstellungen des Konsumenten gegenüber einer Marke oder einem Produkt unmittelbar verändern kann und eine Überzeugungsbasis für diese schafft.
Zentrales Wirkungselement, das nach Medienforschern der Strong Theory durch Werbereize geweckt wird, bildet die Aufmerksamkeit der Konsumenten, die schließlich zur gewünschten Reaktion (Kauf) führt.
Aufgegriffen wird dieser Gedanke der Strong Theory durch das Stufenmodell AIDA mit den vier Stufen „Attention – Interest – Desire – Action“, die den Verlauf zwischen dem Stimulus „Werbung“ und der Reaktion „Kauf“ nachzeichnen. Die Reihenfolge der Stufen ist dabei bindend. Werbewirkung kann nur erzeugt werden, wenn Werbung wahrgenommen, Interesse geweckt und ein Kaufbedürfnis erzeugt, das schließlich zur Kaufhandlung führen soll.
Kritik am AIDA Modell wurde vor allem durch die passive Rollenzuschreibung des Konsumenten und die zwingend lineare Reihenfolge der einzelnen Stufen deutlich.

### Weak-Theory und Consumer-Decision Journey Modell
Innerhalb der Weak-Theory geht man deshalb davon aus, dass das Entstehen von Werbewirkung nicht als starrer Prozess im Sinne einer Reiz-Reaktions-Kette angesehen werden kann und Konsumenten rein passiv handeln, sondern vielmehr als dynamischer Prozess angesehen werden muss, der auf Individuen höchst unterschiedlich wirkt.
Dieser Gedanke wird im Consumer-Decision Journey Modell aufgegriffen. Im Gegensatz zum AIDA-Modell ist dies kein lineares Stufenmodell, sondern ein zirkulärer Entscheidungsprozess. Dieser Prozess beginnt nicht notgedrungen mit Werbung, doch Werbung an den richtigen Touchpoints kann die Reise in die richtige Richtung lenken.

### Hierarchie-von-Effekten-Modell nach Ray (1973)
1973 hat Ray drei unterschiedliche Modelle formuliert, die als Hierarchie-von-Effekten-Modell bezeichnet werden und auf einen dynamischeren Zusammenhang zwischen den Bedürfnissen des Rezipienten und dem beworbenen Produkt hinweisen.
Ray geht davon aus, dass Werbewirkung durch die Art des Produkts sowie die Involvierung des Rezipienten beeinflusst wird, der unterschiedliches Interesse an Produkten zeigen kann bzw. dessen Bedürfnisse, sich mit den Vor- und Nachteilen eines Produktes intensiv auseinanderzusetzen, stark variieren können.
Ausgangspunkt der Modelle im „Hierarchie-von-Effekten-Modell“ bilden die Lerneffekte „Lernen“ (Kognition), „Einstellungsänderung“ (Affekt) und „Verhaltensänderung“ (Konation), die sich in unterschiedlicher Reihenfolge vollziehen.

#### Lernhierarchie
Der Verlauf des Modells ist durch die Hierarchie „Lernen-Einstellungsänderung-Verhaltensänderung“ gekennzeichnet.
Der Rezipient erwirbt zunächst Informationen zu einem Produkt (Lernen) und bildet sich auf dieser Grundlage schließlich eine Meinung darüber (Einstellungsänderung), die letztlich zum Kauf des Produkts führen kann (Verhaltensänderung).
Das Modell der Lernhierarchie ähnelt damit dem klassischen AIDA-Modell in Aufbau und Ablauf und bedarf Werbemaßnahmen, die die Alleinstellungsmerkmale eines Produkts deutlich hervorheben können sowie Rezipienten, die ein starkes Interesse am Produkt zeigen bzw. sich vor einer Kaufhandlung intensiv mit Vor- und Nachteilen des Produkts auseinandersetzen (z. B. Kauf eines hochpreisigen Technik-Artikels).

#### Dissonanz-Attributions-Hierarchie
Mittelpunkt des Modells bilden, neben involvierten Rezipienten, Produktalternativen, die kaum differenzierbar sind und eine Veränderung der Effekte des Lernens hervorrufen. Ausgangspunkt des Modells bildet eine Verhaltensänderung (z. B. Probekauf eines Konkurrenzprodukts entgegen persönlichen Gewohnheiten), die in eine Dissonanz (Spannung) beim Konsumenten führt, der beginnt nach Argumenten (Attributen) zu suchen, die die positiven Merkmale (z. B. Qualität und Preis) des gekauften Produkts herausstellen und den Kauf rechtfertigen. Nach der Verhaltensänderung setzt durch gezielte Informationssuche zum Produkt eine Einstellungsänderung und ein Lernprozess ein.
Mit dem Modell der „Dissonanz-Attributions-Hierarchie“ werden Produkte in den Fokus gerückt, an denen ein Rezipient Interesse zeigt, von deren Qualität er sich vor einer Kaufhandlung jedoch nicht ausreichend überzeugen kann.

#### Hierarchie-geringen-Involvements
Mittelpunkt des Modells bilden kaum differenzierbare Produktalternative (z. B. Produkte in gesättigten Märkten, wie etwa Shampoos) und wenig involvierte Rezipienten. In Folge gestiegener Werbemaßnahmen, wird in diesem Modell davon ausgegangen, dass Verbraucher für bestimmte Produktgruppen (z. B. Lebensmittel) nur wenig von Werbung beeinflusst werden und intelligente/bewusste Kaufentscheidungen fällen. Um Werbewirkung zu erzeugen, wird durch wiederholte und intensive Werbung Druck auf den Konsumenten ausgeübt, der zu einem Lerneffekt führen soll (z. B. die Steigerung der Marken- oder Produktbekanntheit).
Dieser Lerneffekt (Erinnerung an das beworbene Produkt) zieht wiederum eine Verhaltensänderung nach sich, die sich z. B. in Probekäufen äußert. Auf dieser Basis bilden sich anschließend konkrete Erfahrungen des Konsumenten gegenüber den erworbenen Produkten heraus (Einstellungsänderung). Werden die Erfahrungen mit dem jeweiligen Produkt als positiv bewertet, können Wiederholungskäufe und damit Markenbindung erreicht werden.
Das „Hierarchie-geringen-Involvements-Modell“ beschreibt damit vorrangig Werbewirkung, die auf die Festigung einer Markenbeziehung durch positive Produkterfahrungen der Konsumenten zielt.

### Alternative-Wege-Modell von Batra und Ray (1985)
Das Alternative-Wege-Modell von Batra und Ray greift den Gedanken des unterschiedlichen Involvements von Rezipienten auf und verweist in diesem Zusammenhang auf alternative Wege, um Werbewirkung für unterschiedlich stark involvierte Rezipienten zu erzeugen.
Neben Werbemaßnahmen, die Produktinformationen in den Vordergrund stellen, wird auch auf Werbewirkung durch Sympathie und häufige Wiederholungen hingewiesen.
Ist das Involvement des Rezipienten hoch, ist dieser eher geneigt, eine Verarbeitung von Produkteigenschaften mittels Pro- und Contra-Argumenten vorzunehmen und sich auf dieser Basis zu einer Kaufhandlung zu entscheiden.
Zeigen Rezipienten ein geringes Maß an Involvement, wird häufig die zeitintensive Auseinandersetzung mit Produktinformationen vermieden. Vielmehr wird die Entscheidung für oder gegen ein Produkt auf Basis gewonnener Sympathie getroffen. Erscheint Werbung sympathisch, wird eine positive Einstellungsänderung beim Rezipienten verzeichnet, auf dessen Grundlage ein Kauf des beworbenen Produkts erfolgen kann. Eine Meinung (Lerneffekt) zum erworbenen Produkt, wird erst im Nachhinein gefällt.
Darüber hinaus kann auch häufige Werbe-Wiederholungen bei Rezipienten mit niedrigem Involvement zur Steigerung der Bekanntheit der Marke führen und damit das Bedürfnis zum Ausprobieren eines Produktes aktiviert werden.
Bei Rezipienten mit geringem Involvement spielt daher die Gestaltung von Werbemaßnahmen eine übergeordnete Rolle, um sie zu einer Handlung (z. B. Kauf) zu bewegen.

### Fünf-Effekte-von-Werbung-Modell von Rossiter & Percy (1995)
Das Fünf-Effekte-von-Werbung-Modell von Rossiter und Percy zählt zu den neueren Modellen der Werbewirkungsforschung und thematisiert unterschiedlichen Kommunikationseffekte von Werbung sowie die Voraussetzungen, die erfüllt sein müssen, um Rezipienten zu Konsumenten werden zu lassen.
Unterschieden werden hierfür die folgenden fünf Voraussetzungen:
1. Kategoriebedürfnis auf Seiten des Rezipienten, das durch ein bestimmtes Produkt befriedigt werden kann (z. B. Hunger, der durch den Genuss von einem Nahrungsmittel, wie z. B. Schokoriegel, aufgehoben werden kann).
2. Markenbekanntheit/Wiedererkennungswert, die dem Rezipienten bewusst machen, dass das Produkt XY der Firma Z in die für ihn relevante Produktkategorie fällt, um sein aktuelles Bedürfnis zu befriedigen, und ihm ermöglicht, das entsprechende Produkt beim Einkauf wiederzuerkennen.
3. Positive Einstellung gegenüber dem beworbenen Produkt sowie das Entwickeln eines Bewusstseins, dass genau dieses Produkt am besten geeignet ist, um das eigene Bedürfnis zu stillen.
4. Entwickeln einer Kaufabsicht, die den Rezipienten dazu veranlasst, sich tatsächlich für dieses Produkt zu entscheiden und dieses zu erwerben.
5. Verschaffen einer Kauferleichterung, die dem Rezipienten klarmacht, dass es keine Gründe gibt, die den Kauf des beworbenen Produkts verhindern (z. B. Finanzierungsmöglichkeit).

Im Vergleich zum AIDA-Modell sind die Stufen in diesem Modell nicht alle zwingend notwendig, um Werbung wirkungsvoll zu gestalten bzw. müssen diese nicht linear durchlaufen werden.
Rezipienten können durchaus bereits Markenwissen besitzen und positive Einstellungen gegenüber den beworbenen Produkten haben, sodass Werbung auf diesen Kategorien aufbauen kann. Dennoch sollte bei der Gestaltung von Werbung die gesamtheitliche Bedeutung der fünf Kommunikationseffekte zur Erzielung einer Kaufhandlung bewusst bleiben.
So können auch Rezipienten, die bereits Marken- und Produktwissen besitzen und positiv eingestellt sind, eine Kaufentscheidung zu einem beworbenen Produkt negativ ausfallen lassen, wenn der Effekt der Kauferleichterung nicht geboten wird (z. B. Wo gibt es das Produkt zu kaufen? Welche Finanzierung wird mir angeboten?)